# サマッカリヌプリ
サマッカリヌプリは、北海道の川上郡弟子屈町と網走郡津別町の2町にまたがる標高974.3mの山である。山頂には二等三角点「様狩山」が設置されている。

## 概要
屈斜路湖を囲む屈斜路カルデラの山で、標高は藻琴山に次いで2番目に高い。
山名はアイヌ語の「サマ・チ・カリ・ヌプリ（傍・我々・廻る・山：急坂で通れず回り道したところ）」に由来する。

## 登山
以前は登山道が存在せず笹薮に埋もれるため残雪期に限られていたが、2024年10月に津別峠から美幌峠を経由して藻琴山まで繋がる「屈斜路カルデラトレイル（略称：KCT）」が開通した。サマッカリヌプリはKCT南ルート（津別峠⇔美幌峠）の途中に位置しており、津別峠からKCTを1.5kmほどでサマッカリヌプリ山頂に到達することができる。KCTは冬季閉鎖する。